# 4-Jod-2,5-dimetoxiamfetamin

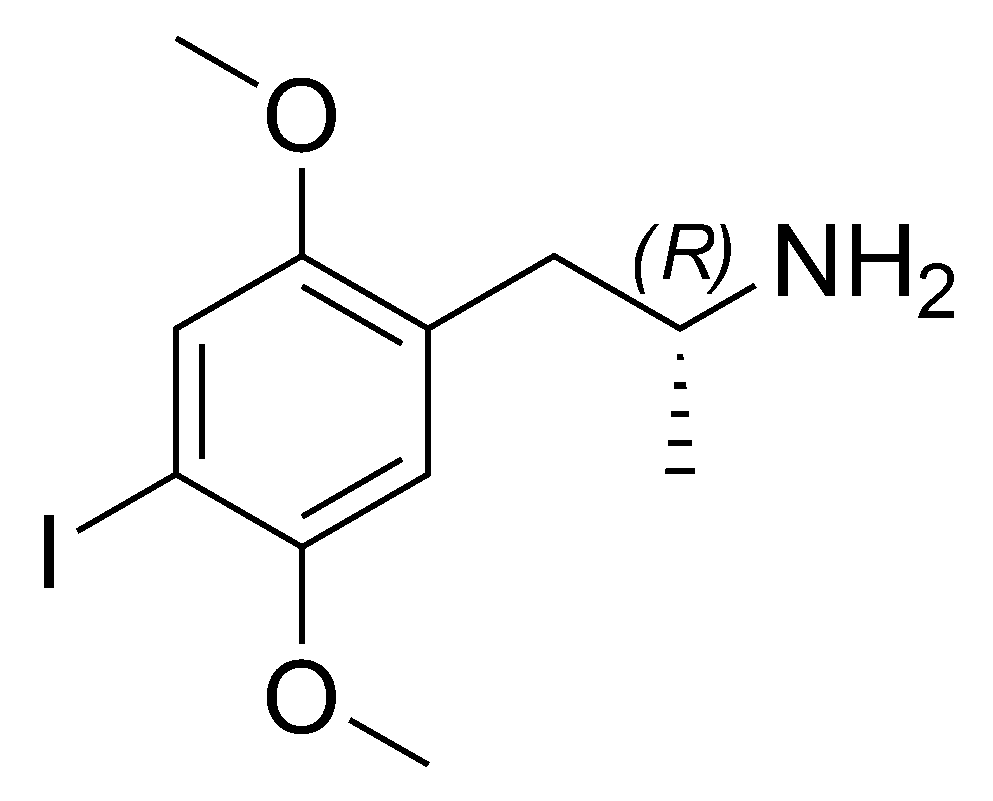
Strukturformel för DOI.

4-Jod-2,5-dimetoxiamfetamin eller DOI (av 2,5-dimethoxy-4-iodoamphetamine) är en psykedelisk drog ur fenetylamin-familjen, som först syntetiserades av Alexander Shulgin.
Substansen är narkotikaklassad och ingår i förteckning I i Sverige. Samma sak gäller kloranalogen till DOI, 4-klor-2,5-dimetoxiamfetamin (DOC). Den närbesläktade (icke-joderade) substansen 2,5-dimetoxiamfetamin (DMA) ingår även i förteckning P II i 1971 års psykotropkonvention.